# Tritocosmia
Tritocosmia is een kevergeslacht uit de familie van de boktorren (Cerambycidae). De wetenschappelijke naam van het geslacht werd voor het eerst geldig gepubliceerd in 1850 door Newman.

## Soorten
Tritocosmia omvat de volgende soorten:
- Tritocosmia armata Oke, 1932
- Tritocosmia atricilla Newman, 1850
- Tritocosmia latecostata Fairmaire, 1879
- Tritocosmia paradoxa Pascoe, 1859
- Tritocosmia roei (Hope, 1834)
- Tritocosmia rubea Pascoe, 1859